# Villa Obere Bergstraße 56 (Radebeul)
Die Villa Obere Bergstraße 56 liegt im Stadtteil Niederlößnitz der sächsischen Stadt Radebeul. Sie wurde 1896/97 durch den Baumeister Adolf Neumann errichtet und in der Folge durch den Kaufmann und Unternehmer Otto Steche bewohnt.

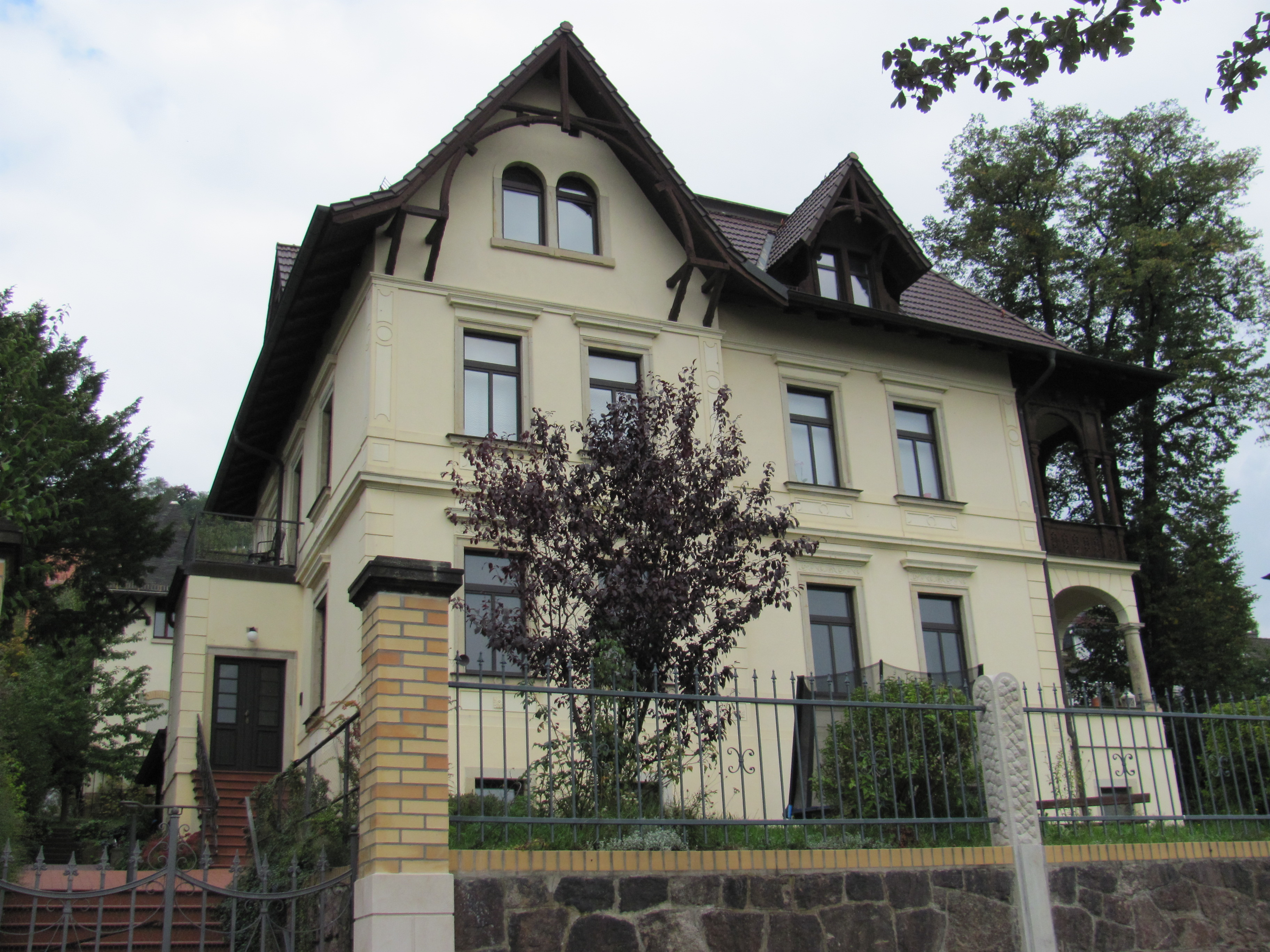
Obere Bergstraße 56

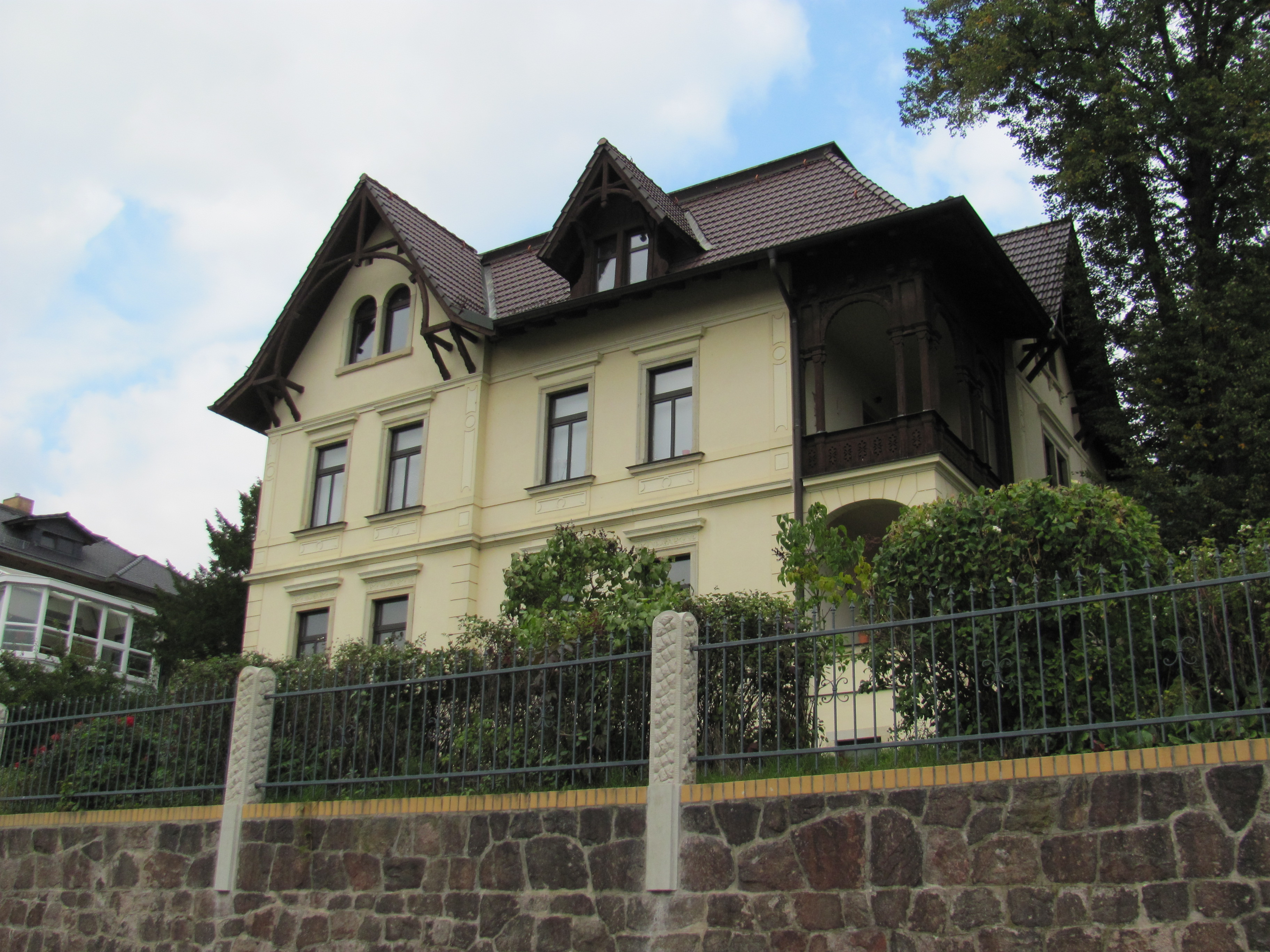
Obere Bergstraße 56

## Beschreibung

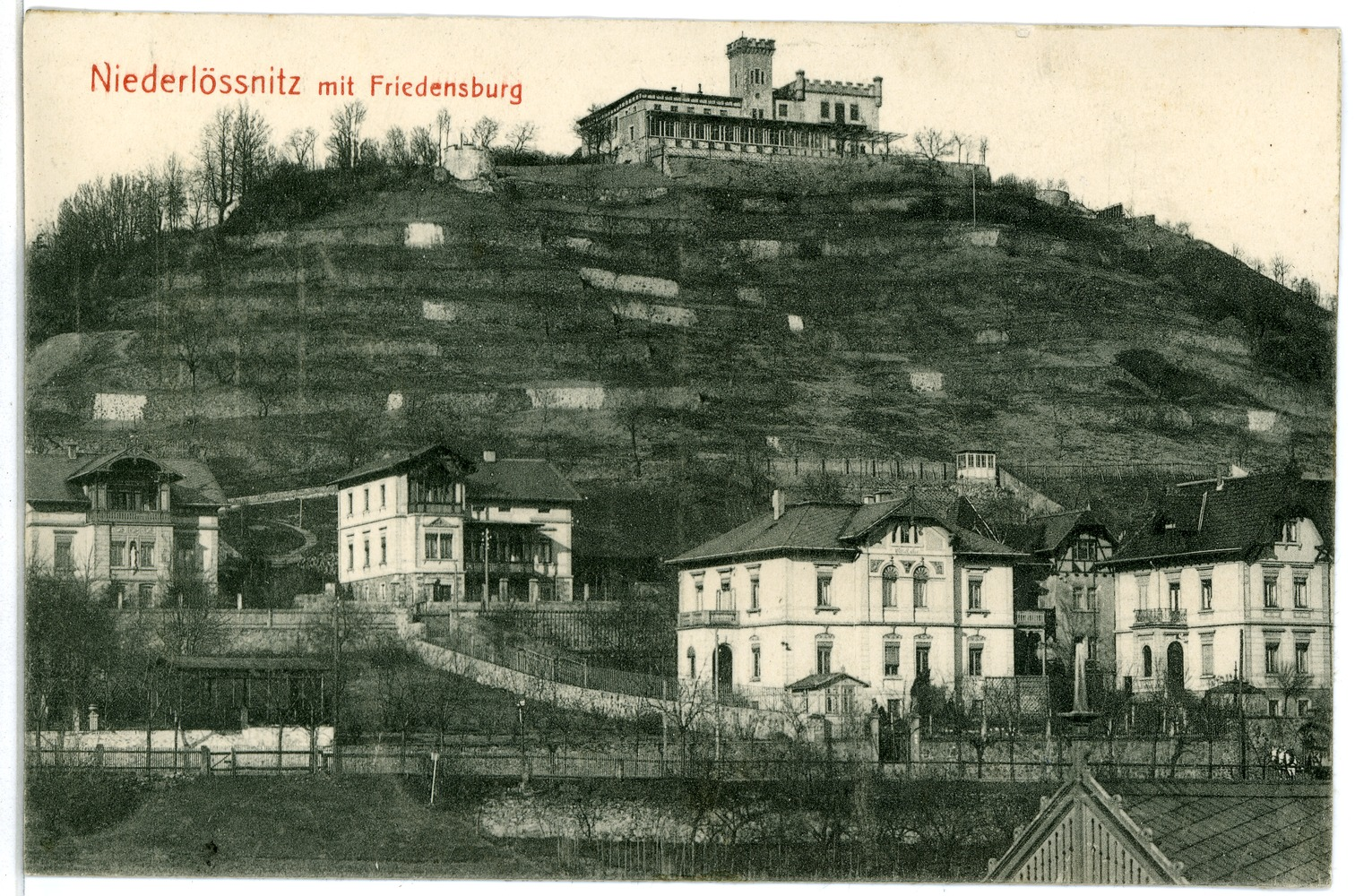
Villa Luise unterhalb der Friedensburg (1901). Rechts davon hiesige Obere Bergstraße 56, links Bodelschwinghstraße 3 und Villa Augusta

Die mit Stützmauer, Einfriedung und Pforte unter Denkmalschutz stehende Villa erhebt sich nördlich der Oberen Bergstraße am Fuß der Niederlößnitzer Weinberge, im Denkmalschutzgebiet Historische Weinberglandschaft Radebeul. Das stark abfallende Grundstück wird durch eine hohe Einfriedungsmauer aus Bruchsteinmauerwerk mit einem Lanzettzaun zwischen Sandsteinpfeilern abgefangen. In der Mauer befindet sich ein Tor als Zugang, daneben ein Bruchstein mit der Datierung auf 1914.
Das zweigeschossige Wohnhaus „von unregelmäßigem Grund- und Aufriss“ steht auf einem hohen Souterrain. Das ziegelgedeckte Pyramidenstumpfdach kragt weit über. Vor der Dachschräge stehen einige Gauben ebenfalls mit Gesprengegiebeln.
In der vierachsigen Straßenansicht steht links ein zweiachsiger Seitenrisalit mit einem hohen Gesprengegiebel. In der rechten Seitenansicht findet sich zur Gebäuderückseite hin ein gleicher Risalit. Die Rücklage davor zur Straßenansicht hin wird durch eine offene Veranda gebildet, die unten massiv mit Säulen ausgebildet ist, während sie oben aus Holz besteht. In der linken Seitenansicht findet sich in einem Altan der Hauseingang.
Der verputzte Bau wird durch Gesimse und Ecklisenen gegliedert, dazu kommen Sandsteinelemente. Die Fenster werden durch horizontale Verdachungen bekrönt.

## Geschichte
Der als Bauunternehmer handelnde Privatier Carl Bär hatte bereits 1888 zusammen mit Adolf Neumann das heute denkmalgeschützte Landhaus Am Bornberge 10 sowie 1881/82 die Heinrich-Zille-Straße 51 errichtet. Er beantragte im März und im Dezember 1896 den Bau dieses Villengebäudes; der Entwurf stammte ebenfalls vom Baumeister Neumann. Nach der Baugenehmigung im Januar bzw. April 1897 erfolgte die Ingebrauchnahmegenehmigung im September 1897. Im Jahr 1900 errichtete der Baumeister F. A. Bernhard Große das Nebengebäude an der nördlich zwischengezogenen Bodelschwinghstraße, das heute als Bodelschwinghstraße 12 vom ursprünglichen Grundstück abgetrennt ist.
Laut Adressbuch von 1901 bewohnte als Eigentümer der Kaufmann Otto Steche das Anwesen, dazu werden eine Gesellschafterin und ein Gärtner namentlich aufgeführt. Steche wurde auf dem nächstgelegenen Friedhof Radebeul-West beerdigt.
Im Jahr 1914 erhielt das stark abfallende Anwesen eine neue Stützmauer zur Straße hin.